# Czesław Sieńko
Czesław Sieńko – polski aktor-lalkarz, reżyser teatralny, scenograf, dyrektor Teatru Baj Pomorski w Toruniu.
Pracował w Bałtyckim Teatrze Dramatycznym im. Juliusza Słowackiego w Koszalinie. W latach 1986–2003 (według innego źródła od 1985) pracował w Teatrze Baj Pomorski. W 1993 roku objął obowiązki kierownika artystycznego Teatru Baj Pomorski, od 1994 sprawował funkcję dyrektora naczelnego i artystycznego tego teatru.
W 1994 roku zorganizował Toruńskie Spotkania Teatrów Lalek (od 2008 roku: Międzynarodowy Festiwal Teatrów Lalek „Spotkania”), które przekształciły się w festiwal międzynarodowy. W czasie jego VI edycji otrzymał, wspólnie ze Stanisławem Ochmańskim nagrodę specjalną za stworzenie idei i organizację festiwalu.
W 2010 roku założył Bydgoski Teatr Lalek Buratino. Teatr zakończył działalność w 2019 roku.

## Wyróżnienia i nagrody
- 1983 – Nagroda Wydziału Kultury Urzędu Miejskiego w Toruniu[2]
- 1997 – III Małe Zderzenia Teatrów w Kłodzku – Grand Prix dla przedstawienia „Koziołek Matołek” według Kornela Makuszyńskiego[1][2]
- 1999 – Nagroda Prezydenta Miasta[1]
- 1999 – Międzynarodowe Toruńskie Spotkania Teatrów Lalek – nagroda specjalna za stworzenie idei i organizację festiwalu (wraz ze Stanisławem Ochmańskim)[2]
- 2000 – Międzynarodowe Toruńskie Spotkania Teatrów Lalek – nagroda za spektakl „Opowieść z przyszłości”[1]
- 2001 - Atest Polskiego Ośrodka ASSITEJ[1]
- 2002 - Nagroda Marszałka Województwa Kujawsko-Pomorskiego[1]